# Mis terrores favoritos
Mis terrores favoritos es una serie de televisión dirigida por Narciso Ibáñez Serrador y presentada por este y Luisa Armenteros en la cual, en clave de humor negro, e imitando las presentaciones que Ibáñez Serrador hacía en Historias para no dormir, introducían películas de terror y suspense de todos los tiempos seleccionadas por el director. En las introducciones, Ibáñez Serrador ejercía un papel cómico y de humor negro, mientras que Armenteros daba información sobre la película, el director y la época en que se estrenó, etc, siendo a la vez víctima de las bromas de Ibáñez Serrador. Tuvo dos temporadas, ambas emitidas por La 2 de Televisión Española. La primera entre 1981 y 1982, y la segunda entre 1994 y 1995, con los mismos presentadores, en la que se repitieron algunas de las películas de la primera etapa, pero con nuevas presentaciones.

## Primera Etapa 1981-1982
En la primera etapa, las películas que se emitieron fueron:
- La semilla del diablo (12 de octubre de 1981)
- Drácula (19 de octubre de 1981)
- El fotógrafo del pánico (26 de octubre de 1981)
- Psicosis (2 de noviembre de 1981)
- Juegos (9 de noviembre de 1981)
- No profanar el sueño de los muertos (16 de noviembre de 1981)
- Los crímenes del museo de cera (23 de noviembre de 1981)
- ¿Qué fue de Baby Jane? (30 de noviembre de 1981)
- La invasión de los ladrones de cuerpos (7 de diciembre de 1981)
- El doctor Jekyll y su hermana Hyde (14 de diciembre de 1981)
- La noche de Walpurgis (21 de diciembre de 1981)
- Agárrame ese fantasma (28 de diciembre de 1981)
- La residencia (4 de enero de 1982)
- La escalera de caracol (11 de enero de 1982)
- El otro (18 de enero de 1982)
- La maldición de Frankenstein (25 de enero de 1982)
- Suspense (1 de febrero de 1982)
- La mosca (8 de febrero de 1982)
- La campana del infierno (15 de febrero de 1982)
- Las cicatrices de Drácula (22 de febrero de 1982)
- El héroe anda suelto (1 de marzo de 1982)
- La leyenda de la mansión del infierno (8 de marzo de 1982)
- 39 escalones (15 de marzo de 1982)
- ¿Qué fue de la tía Alice? (22 de marzo de 1982)
- La momia (29 de marzo de 1982)
- El increíble hombre menguante (5 de abril de 1982)
- El fantasma de la ópera (12 de abril de 1982)
- El estrangulador de Rillington Place (19 de abril de 1982)
- Un grito en la niebla (26 de abril de 1982)
- Pánico en el Transiberiano (3 de mayo de 1982)
- Creature from the Black Lagoon (10 de mayo de 1982)
- Los pájaros (17 de mayo de 1982)

La película emitida el 28 de diciembre de 1981, Agárrame ese fantasma, fue una inocentada de Ibáñez Serrador, que en lugar de una película de terror, colocó para esa fecha una película cómica de Abbot y Costello que parodiaba las películas de terror.

## Segunda etapa 1994-1995
- La mosca (10 de octubre de 1994)
- Sola en la oscuridad (17 de octubre de 1994)
- Nosferatu, vampiro de la noche (24 de octubre de 1994)
- El otro (31 de octubre de 1994)
- Pesadilla en Elm Street (7 de noviembre de 1994)
- La semilla del diablo (14 de noviembre de 1994)
- La leyenda de la mansión del infierno (21 de noviembre de 1994)
- El Ente (28 de noviembre de 1994)
- Dracula (5 de diciembre de 1994)
- El estrangulador de Boston (12 de diciembre de 1994)
- La novia de Re-Animator (19 de diciembre de 1994)
- Aracnofobia (26 de diciembre de 1994)
- Los crímenes del museo de cera (2 de enero de 1995)
- El final de Damien (9 de enero de 1995)
- La matanza de Texas (16 de enero de 1995)